# 도로시 고든

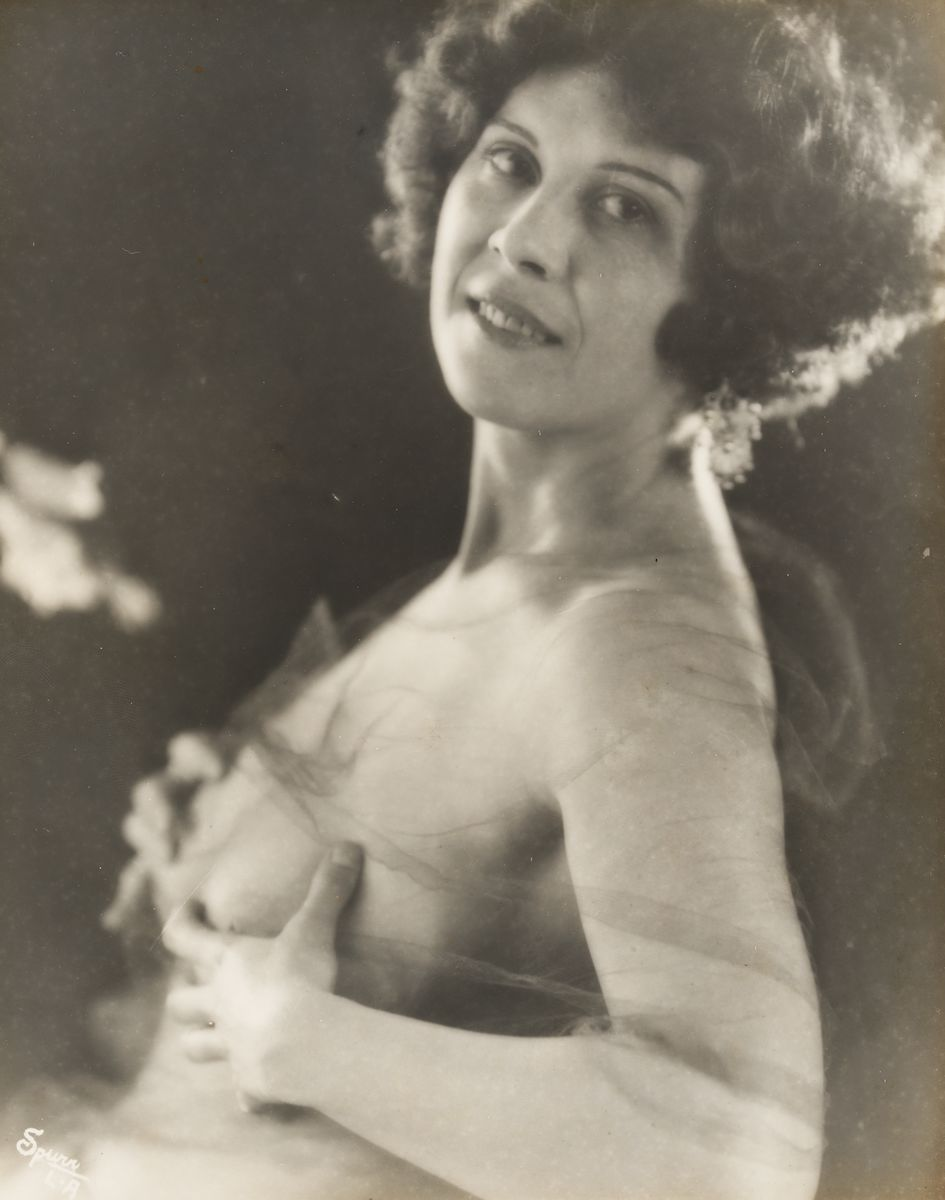

도로시 고든(Dorothy Gordon, 1891년 3월 1일 ~ 1985년 3월 24일)은 오스트레일리아의 배우, 저널리스트이다.
시드니에서 태어났다.

## 영화
- 매튜 셰퍼드 스토리 (2002년)
- 웨어 더 머니 이즈 (2000년)
- 프리티 펀치 (1998년)
- Z 카스 (1962년)
- 네버 렛 고 (1960년)
- 아들과 연인 (1960년)
- 이유없는 의심 (1956년)
- 마이 시스터 에일린 (1955년)
- 아티스트 & 모델 (1955년)
- 홉슨의 사위 고르기 (1954년)